# Regattabahn Szeged
Die Regattabahn Szeged ist ein künstlicher See im Westen der ungarischen Stadt Szeged, der seit 1981 als Regattastrecke für Kanu- und Rudersport verwendet wird. Die Anlage ist auch bekannt als Maty-ér.

## Geschichte
Die Regattabahn wurde im Juni 1981 eröffnet, nachdem die Arbeiten im Jahr 1979 begonnen wurden. Sie liegt im Westen von Szeged und ist lediglich sieben Kilometer von der serbischen sowie 19 Kilometer von der rumänischen Grenze entfernt. Der internationale Flughafen Szegeds (ICAO-Code LHUD) grenzt fast unmittelbar östlich an das Gelände der Regattastrecke an.
In Szeged wurden 1998, 2006, 2011 und 2019 Weltmeisterschaften im Kanurennsport ausgetragen. 2011 war zunächst Vichy als Wettkampfort vorgesehen, doch die Stauung des Flusses Allier, und damit auch angemessenen Bedingungen, konnten nicht sichergestellt werden. Daher vergab der Internationale Kanuverband (ICF) die Weltmeisterschaften neu und wählte die Regattabahn Szeged als Alternative.
Die Anlage trug früher den Namen Graf-István-Széchenyi-Ruderstrecke (ungarisch Gróf Széchenyi István evezospálya) und ist Teil des Olympiastützpunktes (ungarisch Nemzeti Kajak-kenu és Evezos Olimpiai Központ) Szeged.

## Eigenschaften
Die für den Regattabetrieb verfügbare Strecke beträgt in der Länge 2400 m und in der Breite 122 m. Daneben befindet sich ein Parallelkanal für Trainingsfahrten, dessen Ufer mit Buchten versehen ist.
Acht bis neun Bahnen können bei Wettbewerben mit einem Albano-System aufgeteilt werden.
Die teilweise überdachte Haupttribüne im Zielbereich wurde anlässlich der Kanurennsport-Weltmeisterschaften 2011 temporär erweitert, so dass bei dieser Veranstaltung eine Kapazität von 11.000 Sitzplätzen erreicht wurde. 

## Veranstaltungen
- Junioren-Weltmeisterschaften im Rudern 1989
- Kanurennsport-Weltmeisterschaften 1998
- Kanurennsport-Weltmeisterschaften 2006
- ICF Dragon Boat World Championships 2010
- Kanurennsport-Weltmeisterschaften 2011
- Kanurennsport-Weltmeisterschaften 2019
- Kanurennsport-Europameisterschaften 2024